# Kaapse driehoek

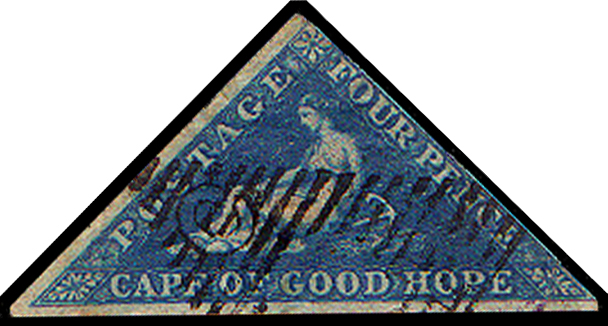
Kaapse driehoek.

Kaapse driehoeken is de veel gebruikte bijnaam van de eerste postzegels van Kaap de Goede Hoop. De postzegels verschenen tussen 1853 en 1864, en danken hun naam aan hun driehoekige vorm. Het waren de eerste driehoekige postzegels die zijn uitgegeven. Ze zijn zeer zeldzaam en derhalve erg waardevol. De reden voor de driehoekige vorm was, dat postbodes aan de postzegel konden zien of een brief binnen de kolonie was gepost of van daarbuiten afkomstig was.

## Penvernietiging
Veel Kaapse driehoeken zijn niet afgestempeld, maar met penvernietiging ongeldig gemaakt. Dat is een verhaal apart. Omdat veel boeren nogal afgelegen woonden, werd vaak een bediende naar het postkantoor gestuurd met een brief en gepast geld voor de frankering. Dat geld werd echter verbrast en de brief werd ongefrankeerd verzonden. Daarna kochten de boeren een voorraadje postzegels en de bediende kreeg gefrankeerde brieven mee naar het postkantoor. Nu werd de postzegel afgeweekt en verpatst en werd de brief wederom ongefrankeerd verzonden. Op een gegeven moment werd toegestaan dat opgekleefde postzegels vooraf middels penvernietiging werden ontwaard, door een paraaf of een naam en datum erop te plaatsen. Dat bleek goed te werken. Pas veel later kwamen firmaperforaties in zwang, eveneens ter bescherming tegen misbruik door eigen personeel.
Onder filatelisten ontstond echter het misverstand dat de postzegels fiscaal waren gebruikt, en daarom weinig waarde hadden. Zodoende zijn alsnog veel Kaapse driehoeken in de prullenbak verdwenen. Dat is mede een oorzaak van de schaarste van deze zegels.

## Stanley Gibbons
Aan de Kaapse driehoek is de naam van Edward Stanley Gibbons verbonden. Deze had sinds 1856 een postzegelhandeltje in de apotheek van zijn vader. In 1863 kwamen hier twee matrozen met twee zakken postzegels van Kaap de Goede Hoop. Hij kocht de partij voor £ 5 en verkocht de postzegels uiteindelijk voor £ 500. Dit vormde het beginkapitaal voor een carrière in de postzegelhandel. 